# Keg stand
Keg stand è un gioco di bevute diffuso negli USA, soprattutto nell'ambito dei college. Per essere praticato necessita di almeno quattro partecipanti:
- il bevitore (drinker)
- i sostenitori (spotters), che aiutano il bevitore a mantenere l'equilibrio
- il pumper, che pompa la birra nella bocca del bevitore

Il gioco consiste nel bere quanta più birra possibile da un fusto di birra (beer keg in inglese), sul quale il bevitore si sistema in posizione verticale, con la testa rivolta verso il basso. In questa posizione, il bevitore, mentre con le mani afferra le maniglie del fusto, è aiutato a mantenere l'equilibrio dai sostenitori posti ai suoi lati, che gli sorreggono le gambe. Ad un segnale concordato, il pumper avvicina il tubo dal quale spillerà la birra alla bocca del bevitore, perché questi assicuri una presa salda, e successivamente comincerà a pompare la birra nella bocca del bevitore, il quale deve cercare di bere e resistere in questa posizione il più possibile. Quando il bevitore decide di voler smettere di bere, agitando le gambe dà il segnale ai sostenitori di aiutarlo a scendere, ed il gioco si interrompe.
Solitamente, il gioco è effettuato in presenza di altre persone (ad esempio, durante una festa), cui spetta il compito di contare i secondi durante i quali il bevitore ha resistito prima di smettere di bere.